# Alexandr Golovín
Alexandr Sergueyévich Golovín –en ruso, Александр Сергеевич Головин– (18 de septiembre de 1995) es un deportista ruso que compite en lucha grecorromana.
Ganó una medalla de bronce en el Campeonato Europeo de Lucha de 2020, en la categoría de 97 kg. En los Juegos Europeos de Minsk 2019 obtuvo una medalla de bronce en la misma categoría.

## Palmarés internacional
| Juegos Europeos    | Juegos Europeos     | Juegos Europeos   | Juegos Europeos |
| Año                | Lugar               | Medalla           | Categoría       |
| ------------------ | ------------------- | ----------------- | --------------- |
| 2019               | Minsk (Bielorrusia) | Medalla de bronce | 97 kg           |
| Campeonato Europeo |                     |                   |                 |
| Año                | Lugar               | Medalla           | Categoría       |
| 2020               | Roma (Italia)       | Medalla de bronce | 97 kg           |